# Kirkwall Island
Kirkwall Island är en ö i Kanada.   Den ligger i territoriet Nunavut, i den nordöstra delen av landet, 2 900 km nordväst om huvudstaden Ottawa. Arean är 2,6 kvadratkilometer.
Terrängen på Kirkwall Island är mycket platt. Öns högsta punkt är 15 meter över havet. Den sträcker sig 1,9 kilometer i nord-sydlig riktning, och 2,8 kilometer i öst-västlig riktning.